# عيسى بلنك
عيسى أحمد عبد الله بلنك (مواليد 21 فبراير 1999، لاعب كرة قدم قطري يجيد اللعب في خط الهجوم مع نادي قطر في دوري نجوم قطر
.

## روابط خارجية
- عيسى أحمد بالانجي على موقع قاعدة بيانات كرة القدم.إي يو (الإنجليزية)
- عيسى أحمد بالانجي على موقع Soccerway.com (الإنجليزية)